# Béla Kálnoky z Kőröspataku
Hrabě Béla Kálnoky z Kőröspataku, německy Béla Kálnoky von Kőröspatak (12. července 1839 Letovice – 19. března 1880 Brodek u Prostějova), byl rakouský šlechtic z rodu Kálnokyů z Kőröspataku a politik německé národnosti z Moravy, v 2. polovině 19. století poslanec Říšské rady a Moravského zemského sněmu.

## Biografie
Sloužil v rakouské armádě a podílel se na jejím tažení v roce 1859. Pocházel z moravské větve šlechtického rodu Kálnokyů z Kőröspataku. Jeho bratrem byl rakouský diplomat a politik Gustav Kálnoky.
Počátkem 70. let se zapojil do politiky. V zemských volbách v roce 1870 byl zvolen na Moravský zemský sněm za kurii velkostatkářskou, II. sbor. Mandát obhájil i v druhých zemských volbách roku 1871 a zemských volbách v roce 1878.
Byl i poslancem Říšské rady (celostátního parlamentu), kam usedl roku 1870, tehdy ještě po nepřímé volbě Moravským zemským sněmem, který ho do vídeňského parlamentu delegoval i v roce 1871. Uspěl i v prvních přímých volbách roku 1873, za kurii velkostatkářskou na Moravě. Rezignaci oznámil na schůzi 22. října 1878. V roce 1877 se uvádí jako statkář, bytem Uhřice. Zastupoval Stranu ústavověrného velkostatku, která byla provídeňsky a centralisticky orientována. Ve volbách roku 1879 ze zdravotních důvodů nekandidoval.
Po několik let trpěl tuberkulózou. Zemřel v březnu 1880.